# Alice (film 2010)
Alice è un film del 2010 diretto e sceneggiato da Oreste Crisostomi.
Il film è stato presentato in anteprima nel 2010 al Premio Flaiano.

## Trama
Il percorso di ricerca interiore di Alice, alle prese con le difficoltà della sua realtà quotidiana: la famiglia, il lavoro, l'amore, l'amicizia. Una volta scoperto che può affidarsi agli altri e chiedere aiuto, Alice riuscirà ad uscire dal suo guscio e a maturare. In questo modo lei acquisisce consapevolezza di sé, comprende i suoi desideri oltre le apparenze e, soprattutto, si emancipa psicologicamente dalle figure che venera, scoprendole sole, frustrate, impaurite dalla vita quanto lei.

## Distribuzione
Il film è stato distribuito nelle sale italiane da Medusa Film il 25 giugno 2010.